# Pemphigus vulgaris
Pemfigus of pemphigus vulgaris is een zeldzame ernstige auto-immuunziekte die zich vooral situeert aan de mond in de vorm van blazen, bloedingen en korsten op de lippen en in de mondholte. Bij pemphigus foliaceus zijn er alleen huidklachten. De gelijkende huidziekte pemfigoïd (bulleus pemfigoïd of parapemfigus) is de meest voorkomende auto-immuun blaarziekte.

## Symptomen
Op de huid, het mondslijmvlies (mucosa) en het vaginaal slijmvlies bevinden er zich in het begin meerdere blazen (bullae) die na verloop van tijd openbarsten, gaan bloeden en korsten vormen. Men kan bij wrijven makkelijk het loslaten van de huid voelen (teken van Nikolsky). Wanneer blazen springen, gaan ze bloeden, en hebben ze een wit aspect door necrose of celdood. Algemeen is er een onaangename reuk.
Het grote klinische verschil met erythema exsudativum multiforme (EEM) is dat pemfigus een intra-epitheliale aandoening is, en EEM een subepitheliale aandoening. Simpel gezegd komt het erop neer dat de verbindingen bij pemfigus in de huid worden verbroken en er zo blaarvorming ontstaat, terwijl bij EEM dit gebeurt onder de huid. Daarnaast is EEM een zelflimiterende, onschuldige aandoening waarbij behandeling niet noodzakelijk is.

## Oorzaak
Pemfigus is een auto-immuunziekte. De oorzaak is het produceren van antilichamen (IgG) door het lichaam die gericht zijn tegen zichzelf, namelijk tegen desmogleïne (Dsg) 1 of 3, dat verwerkt zit in de desmosomen die de huidcellen in het stratum spinosum (een huidlaag vlak boven de basale laag, dat de onderste laag is in de huid) bij elkaar houden. Deze bruggen tussen deze cellen worden dus afgebroken (=acantholyse), zodoende dat de stevigheid en de samenhang van de huid verstoord is. Met fluorescentiemicroscopie van huidbiopten kunnen de auto-antistoffen zichtbaar gemaakt worden. Ook zijn ze vaak in het bloed te vinden, bijvoorbeeld met ELISA.
Er is een vrij sterke relatie tussen het ziektebeeld en gevonden antilichamen:
| Ziektebeeld:            | Klachten:          | Antilichamen tegen: |
| ----------------------- | ------------------ | ------------------- |
| Pemphigus vulgaris oris | Alleen slijmvlies  | Dsg 3               |
| Pemphigus foliaceus     | Alleen huid        | Dsg 1               |
| Pemphigus vulgaris      | Huid en slijmvlies | Dsg 1 en Dsg 3      |

Men kan de huid vrij makkelijk afwrijven (Nikolsky), en blazen ontstaan, die snel weer openbarsten. De blaarvorming bij pemphigus foliaceus is oppervlakkiger dan bij pemphigus vulgaris.

## Gevolgen
De huid droogt zo uit, en algemene dehydratie zou fataal kunnen aflopen indien er geen behandeling komt. Ook secundaire infecties langs de beschadigde huid kunnen verwikkelingen geven. Ook moet men opletten voor het verlies van eiwitten langs deze weg. Met huidige behandelingen is de aandoening meestal goed onder controle te krijgen.

## Voorkomen
Pemfigus komt vooral voor tussen de 40 tot 60 jaar, maar er zijn gevallen daarbuiten.

## Therapie
De behandeling bestaat meestal uit een kuur met steroïden, corticosteroïden en immunosuppressiva. Veelgebruikt middelen zijn Medrol, dat vaak in een dosis van 1 mg/kg lichaamsgewicht wordt gegeven en Prednisolon.